# エベイユFC
エベイユフットボールクラブ（エベイユFC、Eveil FC）は、兵庫県神戸市、芦屋市を中心に活動するサッカークラブ。クラブを株式会社ディレスポが、サッカースクールを一般社団法人エベイユスポーツクラブが運営する。また、「CILIFETY」ブランドでスポーツウェアの製作・販売を手掛けるほか、過去にはヨガ、テニス、ランニング教室なども展開していた。

## 歴史
- 2004年 関西サッカーリーグ1部に所属するセントラルSC神戸が運営組織を法人化してバンディオンセ神戸となるにあたり、元セントラルSC神戸所属選手が、現在のトップチームの前身となる兵庫青嵐SCを新たに立ち上げる[4]。
- 2005年 兵庫青嵐SC、県下社会人都市リーグ決勝大会で準優勝。兵庫県社会人サッカーリーグII部昇格。
- 2006年 
  - サッカースクールエベイユフットボールクラブ神戸を設立[5][6][7][8][9]。
  - 兵庫青嵐SCはセントラルSCに改称。兵庫県リーグII部で優勝し、I部に昇格。
- 2007年 セントラルSC、兵庫県リーグI部優勝。第42回関西府県サッカーリーグ決勝大会では予選リーグを突破するも、準決勝で滋賀FCに1-2で敗れる。
- 2008年
  - エベイユFC神戸の運営会社として株式会社ディレスポを設立、法人化[1]。
  - セントラルSC、兵庫県リーグI部連覇。第43回関西府県リーグ決勝大会では予選リーグ最下位に終わる。
- 2012年 セントラルSCをエベイユフットボールクラブのトップチームへ移管し、エベイユFCに改称。
- 2014年 サッカースクール部門の運営会社として一般社団法人エベイユスポーツクラブを設立[1][3]。
- 2016年 兵庫県リーグI部優勝[10]。第51回関西府県リーグ決勝大会予選リーグ2位。
- 2017年 兵庫県リーグI部連覇[11]。第52回関西府県リーグ決勝大会予選リーグ2位。
- 2018年 第25回全国クラブチームサッカー選手権大会兵庫県大会優勝[12]。関西大会準決勝敗退。
- 2021年
  - 第28回全国クラブチームサッカー選手権大会兵庫県大会優勝。関西大会Bブロック優勝[13]。全国大会に初出場、ベスト8[14]。
  - 兵庫県リーグI部優勝[15]。第56回関西府県リーグ決勝大会でも優勝し[16]、関西サッカーリーグ2部に昇格。
  - ジュニアユースチーム、第36回日本クラブユースサッカー選手権（U-15）大会初出場[5]。
- 2022年 関西リーグ2部9位、兵庫県リーグI部に降格。
- 2023年 兵庫県リーグI部優勝。第58回関西府県リーグ決勝大会予選リーグ2位。
- 2024年 兵庫県リーグI部連覇。第59回関西府県リーグ決勝大会準優勝。入替戦でACミドルレンジに1-2で敗れ残留。

## 戦績（トップチーム）
| 年度 | 所属       | 順位 | 勝点 | 試合 | 勝 | 分 | 敗 | 得点 | 失点 | 差  | チーム名     |
| 2006 | 兵庫県II部 | 優勝 | 42   | 17   | 13 | 3  | 1  | 53   | 14   | 39  | セントラルSC |
| 2007 | 兵庫県I部  | 優勝 | 43   | 20   | 13 | 4  | 3  | 52   | 24   | 28  | セントラルSC |
| 2008 | 兵庫県I部  | 優勝 | 41   | 18   | 13 | 2  | 3  | 45   | 16   | 29  | セントラルSC |
| 2009 | 兵庫県I部  | 3位  | 36   | 18   | 10 | 6  | 2  | 35   | 18   | 17  | セントラルSC |
| 2010 | 兵庫県I部  | 4位  | 30   | 18   | 9  | 3  | 6  | 42   | 30   | 12  | セントラルSC |
| 2011 | 兵庫県I部  | 5位  | 38   | 20   | 12 | 2  | 6  | 49   | 31   | 18  | セントラルSC |
| 2012 | 兵庫県I部  | 6位  | 29   | 20   | 8  | 5  | 7  | 52   | 40   | 12  | エベイユFC   |
| 2013 | 兵庫県I部  | 6位  | 25   | 18   | 8  | 1  | 9  | 29   | 24   | 5   | エベイユFC   |
| 2014 | 兵庫県I部  | 4位  | 29   | 18   | 8  | 5  | 5  | 46   | 39   | 7   | エベイユFC   |
| 2015 | 兵庫県I部  | 4位  | 30   | 18   | 10 | 0  | 8  | 27   | 26   | 1   | エベイユFC   |
| 2016 | 兵庫県I部  | 優勝 | 45   | 20   | 14 | 3  | 3  | 56   | 26   | 30  | エベイユFC   |
| 2017 | 兵庫県I部  | 優勝 | 45   | 20   | 15 | 0  | 5  | 48   | 27   | 21  | エベイユFC   |
| 2018 | 兵庫県I部  | 3位  | 32   | 18   | 9  | 5  | 4  | 26   | 18   | 8   | エベイユFC   |
| 2019 | 兵庫県I部  | 3位  | 39   | 18   | 12 | 3  | 3  | 36   | 18   | 18  | エベイユFC   |
| 2020 | 兵庫県I部  | 3位  | 9    | 7    | 2  | 3  | 2  | 9    | 8    | 1   | エベイユFC   |
| 2021 | 兵庫県I部  | 優勝 | 32   | 14   | 10 | 2  | 2  | 32   | 11   | 21  | エベイユFC   |
| 2022 | 関西2部    | 9位  | 18   | 18   | 5  | 3  | 10 | 15   | 33   | -18 | エベイユFC   |
| 2023 | 兵庫県I部  | 優勝 | 35   | 14   | 11 | 2  | 1  | 29   | 9    | 20  | エベイユFC   |
| 2024 | 兵庫県I部  | 優勝 | 37   | 14   | 12 | 1  | 1  | 38   | 8    | 30  | エベイユFC   |

## タイトル

### リーグ戦
- 兵庫県社会人サッカーリーグI部：7回
  - 2007年、2008年、2016年、2017年、2021年、2023年、2024年
- 兵庫県社会人サッカーリーグII部：1回
  - 2006年

### カップ戦
- 全国クラブチームサッカー選手権大会関西大会：1回
  - 2021年
- 全国クラブチームサッカー選手権大会兵庫県大会：2回
  - 2018年、2021年
- 関西府県サッカーリーグ決勝大会
  - 2021年

## ユニフォーム

### クラブカラー
- 水色、  紺

### ユニフォームスポンサー
| 掲出箇所   | スポンサー名         | 表記                          | 掲出年   | 備考                           |
| 胸         | ネッツトヨタ神戸     | ネッツトヨタ神戸              | 2021年 - |                                |
| 鎖骨       | ホッタテクノサービス | HOTTA TECNO SERVICE           | 2021年 - | 両側に掲出 2021年 - 2023年は袖 |
| 袖         | リブレ               | LIBRE 株式会社リブレ          | 2024年 - |                                |
| 背中上部   | テイクプランニング   | TAKE PLANNING                 | 2021年 - |                                |
| 背中下部   | 三喜産業             | 三喜産業株式会社              | 2024年 - |                                |
| パンツ前面 | シーズ               | DUSKIN ダスキン シーズ        | 2024年 - |                                |
| パンツ背面 | 炉端デニーロ         | ロバータ 炉端デニーロ BREWING | 2024年 - |                                |

### ユニフォームサプライヤー
- CILIFETY